# Verdrag van Kars

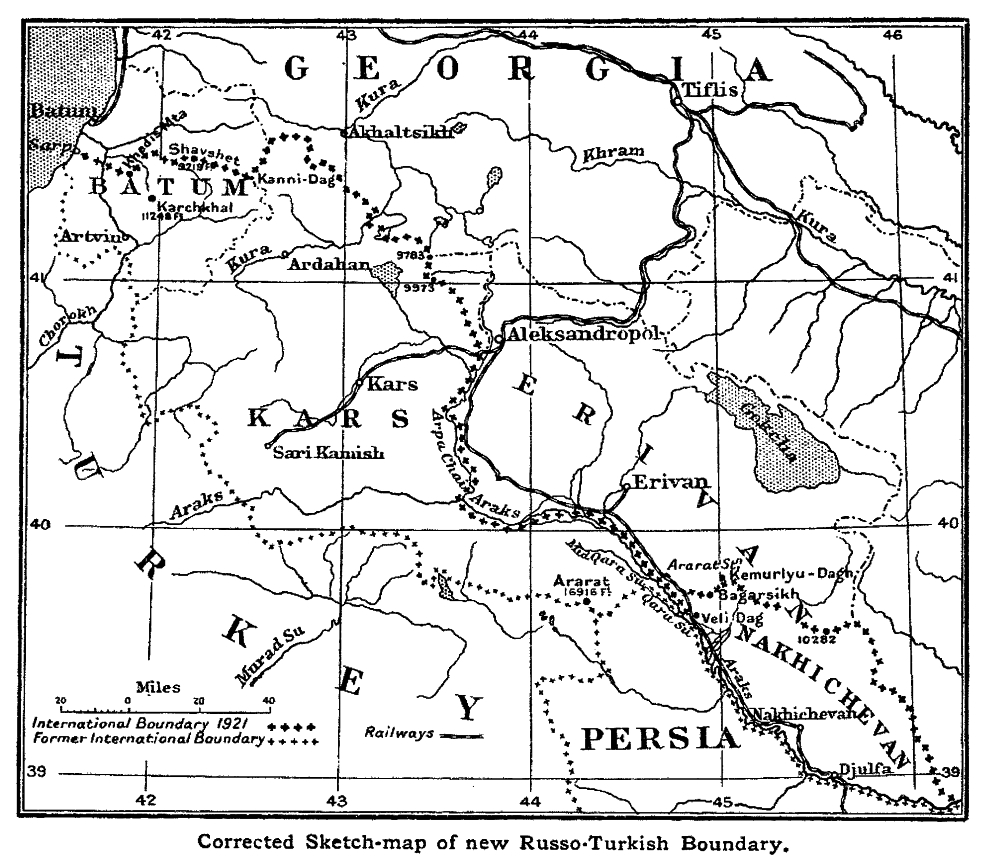
De grens

Het Verdrag van Kars was een vriendschapsverdrag tussen aan de ene kant de tijdelijke Turkse regering tijdens het ontbinden van het Ottomaanse Rijk en de Armeense, Azerbeidzjaanse en Georgische Socialistische Sovjetrepublieken aan de andere kant met deelname van de RSFSR. Het werd getekend in Kars op 23 oktober 1921 en geratificeerd in Jerevan op 11 september 1922. Turkije droeg hierbij Adzjarië inclusief de grote stad Batoemi over aan de Georgische SSR en daarmee aan de latere Sovjet-Unie, in ruil voor de soevereiniteit over de provincie Kars met de steden Kars en Ardahan, een gebied waar in de voorafgaande jaren Georgië en Armenië aanspraak op maakten. De grote Armeense minderheid, deels bestaande uit vluchtelingen uit Turkije en uit Grieken en Russen, moest vertrekken. In hun plaats kwamen Turken naast de Koerdische autochtone bevolking. 
Het verdrag maakte een einde aan de gevechten tussen de landen en stelde richtlijnen op voor handelsrelaties, regelingen met betrekking tot economische en financiële kwesties, vrij verkeer van in de grensgebieden wonende pastorale herders over de grenzen. Het verdrag was een belangrijk onderdeel voor de versterking van de internationale positie van latere Turkije.